# Zespół handlowo-mieszkaniowy przy ul. Grunwaldzkiej 29-35 w Poznaniu
Zespół handlowo-usługowy przy ul. Grunwaldzkiej 29-35 (tzw. zespół Rondo) – modernistyczny zespół handlowo-mieszkaniowy na 500 rodzin, należący do osiedla im. Cyryla Ratajskiego, zlokalizowany na poznańskim Grunwaldzie, na osiedlu administracyjnym Św. Łazarz, przy jego głównej osi komunikacyjnej - ul. Grunwaldzkiej 29-35.

## Charakterystyka

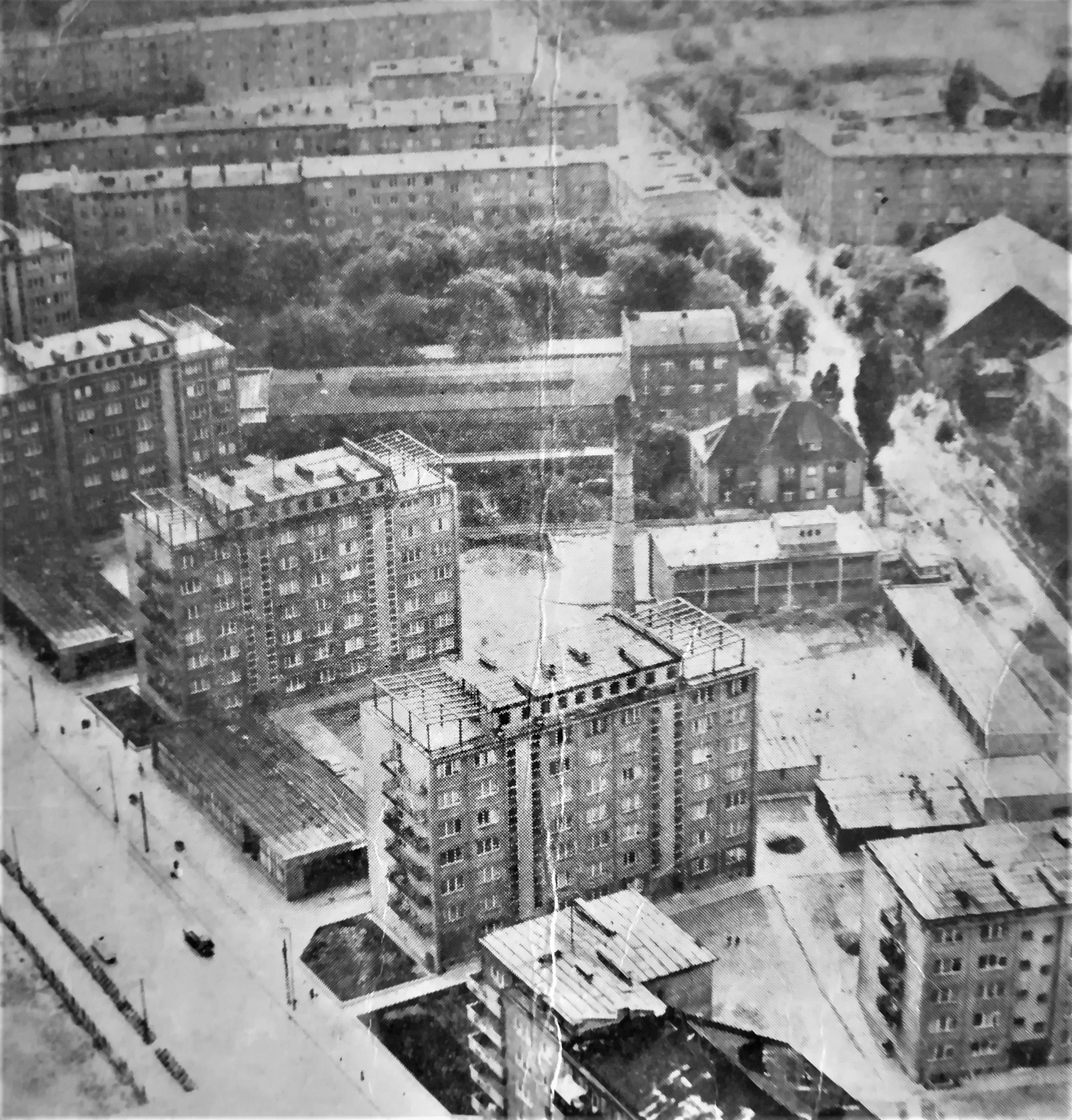
Osiedle w 1967

Zespół został zaprojektowany przez Bogdana Cybulskiego, Józefa Iwiańskiego oraz Stefana Słońskiego i zrealizowany w latach 1958-1965. Po raz pierwszy w Poznaniu zastosowano tu poprzeczny układ ścian nośnych, co przełożyło się na dużą swobodę w rozplanowaniu poszczególnych mieszkań. Również po raz pierwszy w mieście zaaranżowano tutaj układ budynków polegający na stawianiu wysokościowców (siedmiokondygnacyjnych) poprzecznie do ulicy, w stałych odstępach, oddzielonych, niskimi, podłużnymi i przeszklonymi pawilonami handlowymi. Później podobny układ zastosowano jako jeden z symboli handlowego centrum Poznania - w Domach Towarowych Alfa (1965-1972).
Podczas budowy pierwszych bloków stwierdzono w nich poważną usterkę - całkowity brak przewodów wentylacyjnych, które dodano dopiero potem (nie zauważył tego nawet inspektor nadzoru budowlanego). Ponadto realizacja napotkała poważną przeszkodę w postaci poniemieckiego bunkra, który należało wyburzyć za pomocą młotów pneumatycznych. Kierownik budowy porozumiał się jednak z saperami, którzy obiekt wysadzili. Podczas detonacji zniszczeniu uległy szyby w dużym promieniu od budowy, co wywołało nieprzychylne reperkusje władz.
Po drugiej stronie ul. Grunwaldzkiej znajduje się Osiedle Ułańskie i, nieco dalej, City Park.